# Mark Mazzetti

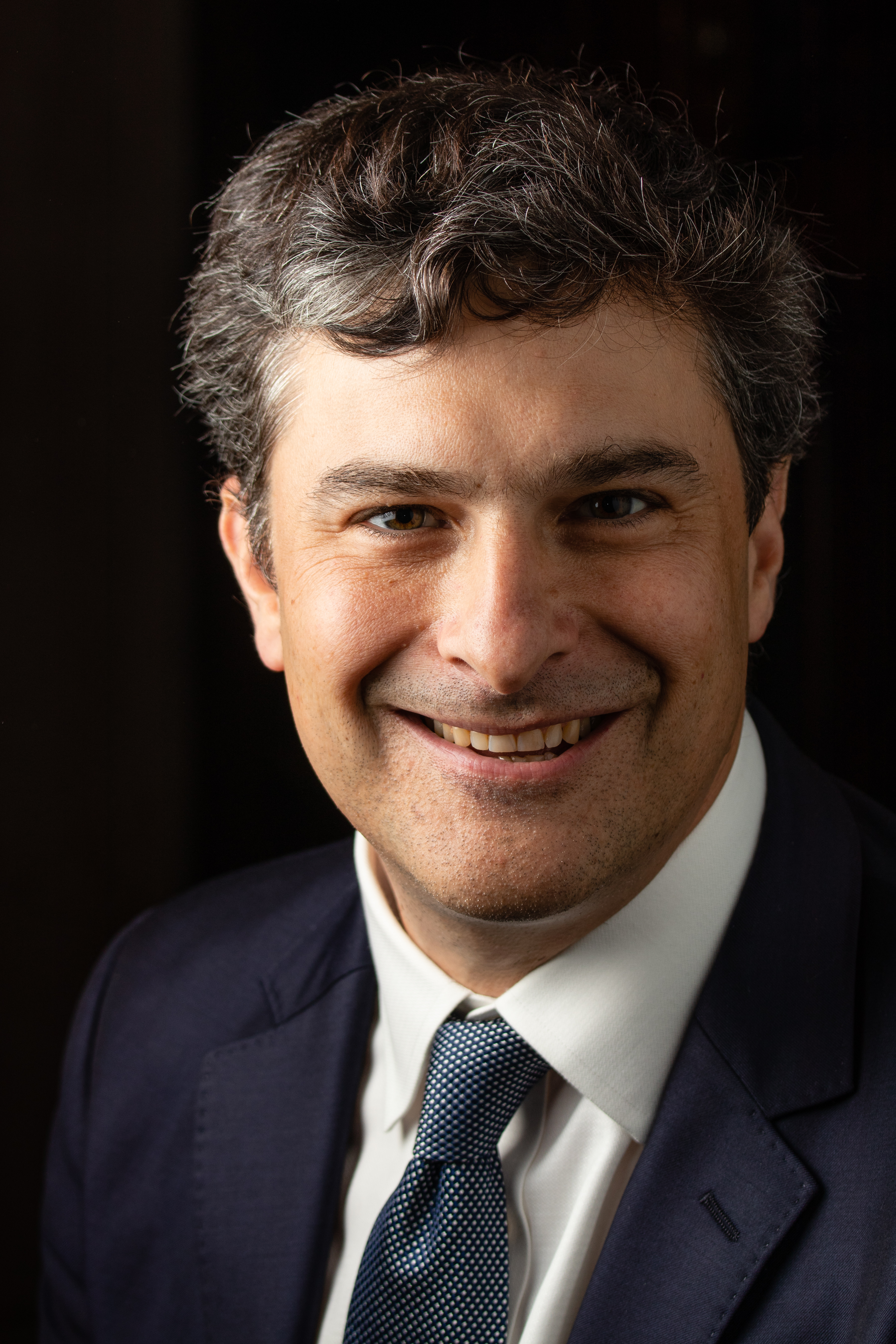
Mark Mazzetti, 2018

Mark Mazzetti (* 13. Mai 1974 in Washington, D.C., USA) ist ein US-amerikanischer Journalist.

## Leben
Mazzetti besuchte in New York City eine jesuitische Highschool, bevor er an der Duke University in Durham (North Carolina) Politik studierte. Sein Studium schloss er dort mit dem Bachelorexamen ab. Den Mastergrad im Fach Geschichte erreichte er an der Oxford University in England. Nach dem Abschluss in Oxford berichtete er für das britische Wirtschaftsjournal The Economist bis zum Jahre 2000 aus Washington D.C. und aus Austin in Texas.
2001 begann Mazzetti als Korrespondent für das Pentagon für die Zeitschrift U.S. News and World Report mit den Schwerpunkten Verteidigung und Nationale Sicherheit. 2004 wechselte er zur Los Angeles Times und arbeitete weiterhin mit dem Pentagon zusammen. 2003 ging er für zwei Monate als Embedded Journalist mit der 1. Marine Expeditionary Force in den Irak und als Reporter nach Bagdad.
Seit 2006 hat Mazzetti in der New York Times, teilweise zusammen mit Kollegen aus dem Hause, Dutzende von Artikeln über die Krisenherde dieser Welt geschrieben, die er aufgesucht hatte. Dazu gehören der Irak, das Puntland in Somalia, den Nahen Osten und Afghanistan. Des Weiteren untersuchte er die Arbeitsweise und Taktiken der CIA, Vorwürfe gegen Einheiten der US-Army in Irak, in Afghanistan und im Grenzgebiet von Pakistan zu Afghanistan.
2011 war Mazzetti mit seinen Kollegen einer der wenigen Menschen die am 25. Juli 2011 das Afghan War Diary vor seiner Offenlegung im Internet zur Kenntnis nehmen konnten. Siehe hierzu Veröffentlichung des Kriegstagebuchs des Afghanistan-Krieges durch WikiLeaks.
Mazzettis erstes Buch über die CIA wurde im Jahre 2013 veröffentlicht und auch in deutscher Sprache verlegt. Er lebt mit seiner Familie in Washington, D. C.

## Ehrungen und Auszeichnungen
- 2006: Gerald R. Ford Prize for Distinguished Reporting on National Defence.
- 2008: Livingston Award for National Reporting für sein Exposé über das Verschwinden von Belastungsmaterial aus den Verhören von Al-Qaida Mitgliedern.
- 2009: Pulitzer-Preis für internationale Berichterstattung für ihn selbst und drei weitere Kollegen der New York Times.
- 2018: Gewinn des Pulitzer-Preises als Teil eines Teams der New York Times, das für die Berichterstattung über Donald Trumps Berater und deren Verbindungen zu Russland ausgezeichnet wurde.[1]

## Veröffentlichungen
- The Way of the Knife: The CIA, a Secret Army, and a War at the Ends of the Earth, Penguin Press, New York City 2013, ISBN 978-1-59420-480-7.
  - deutsch von Helmut Dierlamm und Thomas Pfeiffer: Killing Business. Der geheime Krieg der CIA. Berlin Verlag, Berlin 2013, ISBN 978-3-8270-1174-9; als E-Book: ISBN 978-3-8270-7687-8.[2]